# Air Mascareignes
Air Mascareignes est une compagnie aérienne de Maurice créée au milieu de l'année 2005 par Ireland Blyth Limited sous le nom Catovair pour desservir l'hôtel que ce groupe mauricien envisageait alors de construire à Agaléga. Elle a été rachetée et renommée par la compagnie réunionnaise Air Austral début 2008.

## Flotte
La flotte de Catovair n'était au départ composée que d'un Beechcraft 1900D capable de transporter 18 passagers sur 2 400 km. Il a été acquis pour quatre millions de dollars. Un second appareil identique devait être acquis en mars 2006.
Actuellement, Catovair utilise un Saab 340 de 33 places pour ses vols vers Rodrigues.

## Histoire
Le premier nom de la compagnie était un clin d'œil à la grosse cateau verte, une perruche à collier endémique qui est aussi son emblème.
Le vol inaugural de la compagnie Catovair a eu lieu le 29 août 2005 avec 18 passagers à bord de l'appareil. Le premier vol régulier entre Maurice et Rodrigues a eu lieu le 1er septembre. Depuis, la compagnie effectue cette liaison tous les jours, sauf le samedi. Elle a eu l'occasion de transporter Shahrukh Khan.
Elle inaugure le 23 décembre 2005 la desserte des deux aéroports réunionnais de Gillot et Pierrefonds depuis celui de Plaisance. Rodrigues sera desservi depuis Pierrefonds à compter du 16 janvier 2006.
Le marché des évacuations sanitaires depuis les Comores ou Madagascar intéresse par ailleurs la compagnie.

## Historique
La compagnie a  fait l'acquisition d'un deuxième Beechcraft de 18 places, basé à Madagascar. L'inauguration officielle de la ligne Rodrigues-Maurice eut lieu le mercredi 5 juillet 2006 à l'hotêl Mourouk Ebony, Rodrigues.
Les responsables de Catovair ont fait la demande auprès des autorités aéroportutaires de Maurice pour que la compagnie devienne le second transporteur national de l'île, cette année. À ce titre, Catovair pourra effectuer les vols réguliers sur l'île de la Réunion, à raisons de trois par semaine. La compagnie se dit prête à investir dans un autre avion, cette fois un jet de la dernière génération, de 76 places.
Catovair avait récemment acquis un Saab 340 de 33 places à la suite du retrait de ces deux Beechcrafts 1900D (3B-VIP et 3B-VTL) en attendant d'augmenter le nombre de sièges avant la venue de son ATR 42-500.
Plus récemment, la compagnie annonce la fin de ses opérations à la suite d'un déficit de Rs 200 millions. Le contrat pour la location du Saab 340 arrivant  à terme fin mai ne sera pas renouvelé.
Cela dit, une nomination comme deuxième transporteur mauricien va permettre à Catovair de faire des liaisons avec l'ile de la Réunion et la compagnie pourra reprendre ses activités.
La fin des activités, sinon, est prévue pour fin juin 2007.
La cessation d'activité a été prononcée en septembre 2008, la compagnie n'ayant pas obtenu les autorisations nécessaires, et Air austral ne souhaitant pas poursuivre.